# Cerkiew Narodzenia św. Jana Chrzciciela w Starej Grzybowszczyźnie
Cerkiew pod wezwaniem Narodzenia św. Jana Chrzciciela – prawosławna cerkiew filialna. Należy do parafii Zaśnięcia Przenajświętszej Bogurodzicy w Ostrowiu Północnym, w dekanacie Sokółka diecezji białostocko-gdańskiej Polskiego Autokefalicznego Kościoła Prawosławnego.

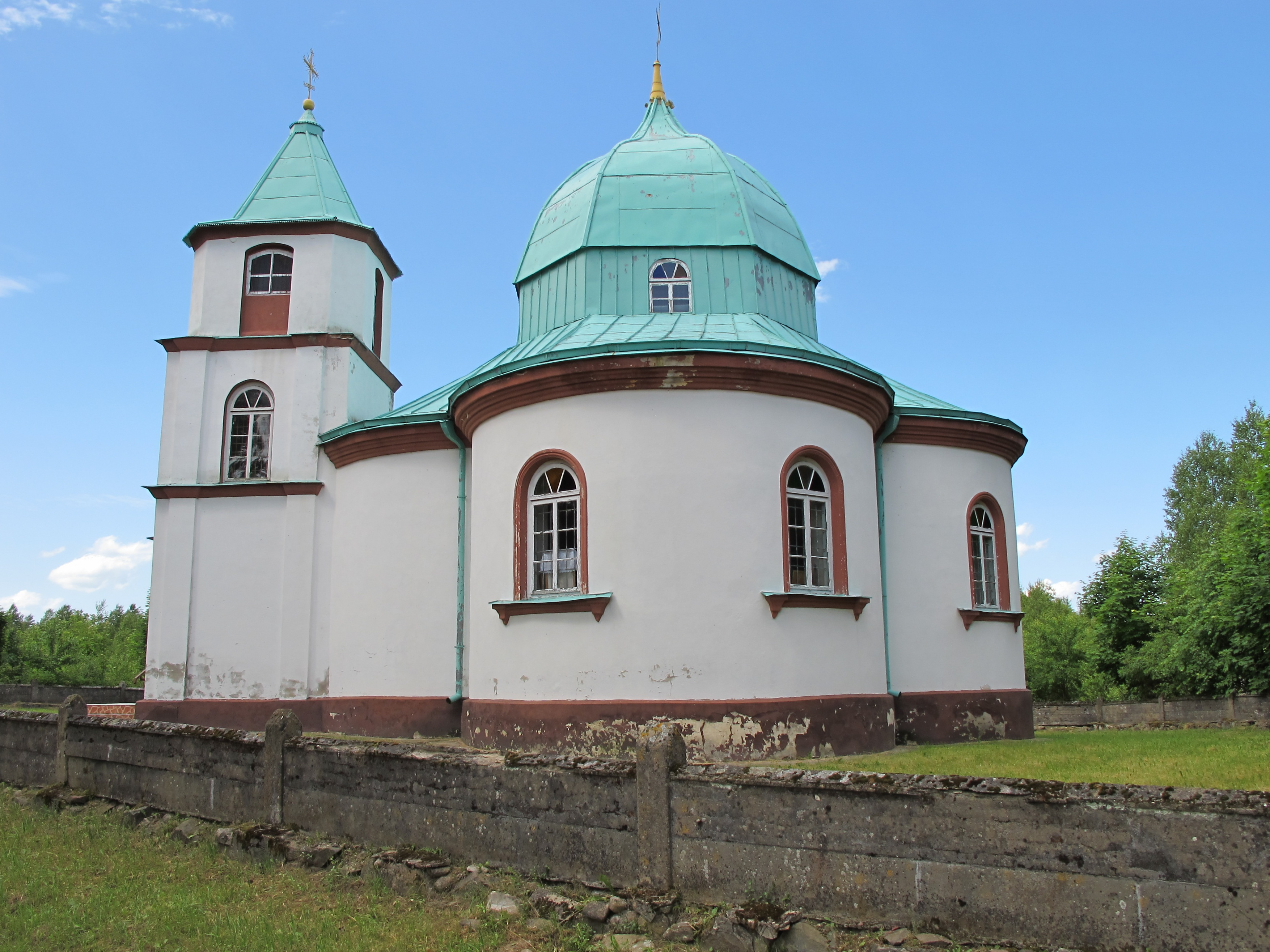
Cerkiew od południa (stan przed remontem)

Świątynia znajduje się w lesie niedaleko wsi Stara Grzybowszczyzna.
Budowla murowana, posiadająca od frontu wieżę oraz kopułę nad centralną częścią nawy.
Cerkiew została wzniesiona z inicjatywy Eliasza Klimowicza, miejscowego charyzmatycznego przywódcy religijnego. Rozpoczął on budowę cerkwi w 1904, po dwóch latach kwestowania wśród wiernych. Jednak budowę świątyni przerwała I wojna światowa. Po powrocie z bieżeństwa w 1919, zgodę na dokończenie budowy od władz II Rzeczypospolitej Klimowicz uzyskał dopiero w 1926. Została ona ukończona i wyświęcona w 1929. Po zaproponowaniu Eliaszowi wstąpienia do zakonu, w celu jurysdykcji świątyni notarialnie przepisał on cerkiew na Prawosławny Konsystorz z Grodna. Jednak w lipcu 1934 podczas uroczystych postrzyżyn Klimowicza doszło do zatargu z biskupem Antoniuszem z Grodna, w efekcie którego Klimowicz cerkiew zamknął, zmusił mnichów do opuszczenia świątyni i skierował do sądu pozew o prawa własności do cerkwi. Na początku 1938 Klimowicz wygrał proces o cerkiew i sprzedał ją za 500 złotych katoliczce z Sokółki Marii Soroczyńskiej, która świątynię przekazała rzymskokatolickiej Kurii Metropolitalnej w Wilnie. Obiekt został przejęty przez siostry zakonne, a w budynku cerkwi urządzono rzymskokatolicką kaplicę. W czasie II wojny światowej cerkiew przejęli prawosławni.
W latach 2011–2012 dokonano gruntownego zewnętrznego remontu cerkwi (odnowiono elewację, kopułę i krzyże, wzmocniono konstrukcję i wymieniono pokrycie dachu, wykonano nową stolarkę okienną i drzwiową). Po zakończeniu prac cerkiew została poświęcona 7 lipca 2012 (w uroczystość patronalną) przez biskupa supraskiego Grzegorza.
Świątynię wpisano do rejestru zabytków 7 lutego 2011 pod nr A-336.
W pobliżu cerkwi znajduje się niewielki czynny cmentarz prawosławny.

## Główne święta obchodzone w cerkwi
- 7 lipca (24 czerwca według starego stylu) – uroczystość Narodzenia św. Jana Chrzciciela;
- 2 sierpnia (20 lipca według starego stylu) – uroczystość św. Proroka Eliasza;
- 11 września (29 sierpnia według starego stylu) – uroczystość Ścięcia Głowy św. Jana Chrzciciela;
- Niedziela Przewodnia – uroczystość święcenia grobów na miejscowym cmentarzu[4].